# Epithema brunonis
Epithema brunonis är en tvåhjärtbladig växtart som först beskrevs av Nathaniel Wallich, och fick sitt nu gällande namn av Joseph Decaisne. Epithema brunonis ingår i släktet Epithema och familjen Gesneriaceae.

## Underarter
Arten delas in i följande underarter:
- E. b. brunonis
- E. b. scabridum
- E. b. violaceum